# Patricio Almonacid
Patricio Javier Almonacid González (nascido em 11 de setembro de 1979) é um ciclista profissional chileno. Competiu na prova de estrada individual nos Jogos Olímpicos de Pequim 2008.